# Osiki
Osiki (niem. Schönwiese) – wieś w Polsce położona w województwie warmińsko-mazurskim, w powiecie piskim, w gminie Orzysz.
W latach 1975–1998 miejscowość administracyjnie należała do województwa suwalskiego.
W miejscowości urodził się niemiecki dyplomata i ambasador RFN w Chile Horst Kullak-Ublick (1924–2016).

## Zabytki

### Zabytki wpisane do rejestru zabytków
- Cmentarz wojenny z okresu I wojny światowej – nr rej.: 818 z 27.06.1991.[6]

Na dużym, betonowym krzyżu napis: Gefechte bei Dombrowken • Februar 1915. Według zachowanych inskrypcji, na cmentarzu pochowani są: Ldstm. Arnold Prähler z 4. Komp. Ldst. Inf. Batl. Darmstadt XVIII / 13 †22.11.1914, Ldstm. Johannes Regg z 3. Komp. Ldst. Inf. Batl. Darmstadt XVIII / 13 †26.11.1914, a także 6. nieznanych żołnierzy armii niemieckiej, oraz Utffz. Kasimir Antonwitsch Bielski z 28. Sib. Inf. Regt. †1914 i 15 nieznanych żołnierzy armii rosyjskiej.

### Zabytki ujęte w gminnej ewidencji zabytków
- Dwór zbudowany najprawdopodobniej w latach 1915–1925.[8]